# 고온 초전도체
고온 초전도체(高溫超傳導體, 영어: High-temperature superconductors, high-Tc 또는 HTS)는 전통적인 초전도체 이론인 BCS이론을 따르지 않는 흔히 30 K(캘빈 온도, 영하 243도) 이상의 온도에서도 초전도성을 보이는 물체를 말한다. 최초의 고온 초전도체는 구리산화물계열이었고 2008년에는 철산화물계열의 고온초전도체가 발견되어 귀추가 주목되고있다 

## 역사 및 종류

### 최초의 고온 초전도체: 구리계 초전도체
1986년까지 물리학자들은 BCS 이론에 의하면 30 K 이상에서 초전도성을 보이는 것이 불가능하다고 믿었다. 그러나 1986년 요하네스 게오르크 베드노르츠와 카를 알렉산더 뮐러는 란타넘 구리계 페롭스카이트 물질에서 초전도를 발견하였으며 그 임계 온도는 35 K이었다. (이들은 이 연구로 1987년 노벨상을 수상하였다.) 곧 우마오쿤(중국어 간체자: 吴茂昆, 정체자: 吳茂昆, 병음: Wú Màokūn) 등이 란타넘을 이트륨으로 치환하여 YBCO를 만들었는데, 그 임계온도가 92 K에 이르렀다. 이것은 냉각제로 사용되는 액화 질소의 기화점인 77 K보다 높은 온도라는 점에서 중요한 것이었다. 이것은 상업적으로 중요한데 왜냐하면 액화 질소는 원재료 걱정없이 값싸게 어디서나 생산할 수 있으며 액체 헬륨을 수송할 때 나타나는 문제점인 고체 에어 플러그 등의 문제에서 자유롭기 때문이었다. 그 이후로 많은 다른 구리계 초전도체가 발견되었으며, 이 물질들이 보이는 초전도에 대한 이론적 설명은 응집물질 물리학 분야의 가장 도전적인 과제가 되었다.

### 기타 초전도체
약 1993년부터, 가장 높은 임계 온도를 가지는 초전도체는 탈륨, 수은, 구리, 바륨, 칼슘, 산소로 구성된 세라믹으로서 임계 온도가 Tc=138 K였다.
2008년 2월에는 철에 기반을 둔 고온 초전도체가 발견되었다.
 도쿄 공업 대학의 호소노 히데오(細野秀雄)와 동료들은 란타넘-산소-플루오린-철-비소 화합물 (LaO1-xFxFeAs), 즉 프닉타이드 계열의 초전도체(임계온도26K)를 발견하였다. 이어진 다른 그룹의 연구는 LaO1-xFxFeAs의 란타늄을 세륨, 사마륨, 네오디뮴, 프라세오디뮴 등의 다른 희토류로 치환하였을 때 임계 온도가 52 K까지 높아짐을 발견하였다. 이와 유사한 AFe2As2구조를 가진 철-비소 기반 초전도체 또한 보고되었다. 구리계 초전도체가 발견된 후 10년이 다되어서야 BCS 초전도체의 임계온도보다 높은 이른바 '고온초전도체'가 발견되었기 때문에 학자들은 프닉타이드 계 초전도체의 임계온도도 향후 5년 동안 폭발적으로 높일 수 있을 것으로 기대하고 있다. 전문가들은 다른 계열의 초전도를 연구함으로써 구리계 초전도체에 대한 이론도 이끌어 낼 수 있을 것으로 본다.

### 유사틈
초전도체와 일반 고체(부도체 혹은 도체) 사이에 상전이가 일어날 때에는 전기 전도도가 무한대가 되는 것과 함께 전자들의 에너지 분포가 바뀐다. 일반 도체일 때에는 전자의 에너지 준위가 페르미 에너지 준위를 중심으로 연속적으로 분포하여 전자는 페르미 에너지를 중심으로 연속적인 에너지 값을 갖는다. 하지만 초전도체에서는 페르미 에너지 준위를 기준으로 약간 위와 약간 아래에 전자가 존재할 수 있는 영역이 한정되어 허용된 전자의 에너지 준위(값)에 띠틈이 있다. 이는 초전도체 시료를 주사 터널 현미경으로 전기 전도도의 미분값을 관찰하여 얻을 수 있다. 그리고 고온 초전도체의 경우에는 초전도 현상을 보이지 않는 온도 범위에서도 이러한 에너지 준위의 구멍이 존재하여 이를 유사틈(영어: pseudogap)이라고 부른다.

### 대칭성
초전도체내의 전자 또는 전자 정공의 에너지 분포를 운동량 공간(Brillouin Zone)에서 조사해보면, 운동량 공간의 한쪽 귀퉁이에서 45도 되는 곳에서 초전도체의 중요한 특성인 틈이 없어진다. 따라서 초전도 현상의 상전이 변수(order parameter)는 운동량 공간에서의 방향을 나타내는 각도이고 이는 기본적으로 d-wave 대칭성을 따른다고 본다.

### 해밀토니언
구리계 초전도체의 경우는 구리 원자를 격자점으로 취급하여 쿠퍼 쌍이 돌아다니는 허바드 모형으로 주로 설명된다. 가까운 이웃 격자점 사이에 전자쌍들이 돌아다니는 운동 에너지와 d-wave 대칭성, d-wave 초전도 대칭성을 조합하여 전기전도도 등을 계산해낼 수 있고 이는 실험과 잘 들어맞는다.
들은 강하게 상호연결되어 있어서 섭동 이론으로 전개하여 풀 수 없는 계(strongly correlated system)를 끈 이론의 AdS/CFT 대응성을 사용하여 계산할 수 있으리라 기대하고 있다.